# Eleocharis loefgreniana
Eleocharis loefgreniana är en halvgräsart som beskrevs av Johann Otto Boeckeler. Eleocharis loefgreniana ingår i släktet småsäv, och familjen halvgräs. Inga underarter finns listade i Catalogue of Life.